# Stazione di Besançon Franche-Comté TGV
La stazione di Besanzone Franca Contea TGV (in francese Gare de Besançon Franche-Comté TGV) è una stazione ferroviaria situata nel comune di Les Auxons, Francia, in prossimità della città di Besançon.